# دار الرون (حالمين)

تعديل مصدري - تعديل

دار الرون هي إحدى قرى عزلة حبيل الريدة بمديرية حالمين التابعة لمحافظة لحج، بلغ تعداد سكانها 189 نسمة حسب تعداد اليمن لعام 2004.